# Krasnye Baki
Krasnye Baki (Кра́сные Ба́ки) est une commune urbaine de type bourg ouvrier de Russie, siège administratif du raïon de Krasnye Baki dans l'oblast de Nijni Novgorod.

## Histoire
La première mention du village date de 1617. En 1635, l'on y construit une église dédiée à saint Nicolas et dès lors le village prend le nom de Nikolskoïe-Baki. Le nom de Baki est dû au fait que le long du bassin des rivières Mochna et Bakovka, une sorte de couloir de terres princières s'est formée entre les terres des monastères  de Varnavino et de la Trinité-Saint-Macaire. Ce couloir prend le nom de « côté » (bokovka), car étant à côté de terres des grands princes et la petite rivière qui y coule prend le même nom. Pour protéger le passage à travers la Vetlouga, l'on construit deux fortins, Botchki Malye et Botchki Bolchye, et ce dernier commence à s'appeler au début du XVIIe siècle le village de Boki. Par la suite la lettre O est remplacée par la lettre A (selon la prononciation) et l'on parle de la rivière Bakovka et du village de Baki.
En 1923, l'on rajoute Krasnye (rouges) à son nom et le village (littéralement Côtés rouges) obtient le statut de commune urbaine en 1947. La bourgade possède un monument aux morts de la Grande Guerre patriotique et un monument aux évacués du front morts de leurs blessures à l'hôpital du lieu. Un arboretum de 14 hectares est installé en 1960; on y trouve plus de 300 espèces de plantes, d'arbustes et d'arbres.

## Population
Recensements (*) ou estimations de la population :
| 1959* | 1970* | 1979* | 1989* | 2002* | 2010* |
| ----- | ----- | ----- | ----- | ----- | ----- |
| 6 656 | 7 309 | 7 281 | 8 456 | 7 944 | 7 295 |

| 2012  | 2013  | 2015  | 2017  | 2019  | 2020  |
| ----- | ----- | ----- | ----- | ----- | ----- |
| 7 235 | 7 340 | 7 374 | 7 380 | 7 358 | 7 322 |

| 2021  | - | - | - | - | - |
| ----- | - | - | - | - | - |
| 7 348 | - | - | - | - | - |

## Krasnye Baki aujourd'hui
La bourgade dispose d'un collège forestier. Une branche de l'entreprise unitaire de l'État fédéral NPP Poliot produit des appareils pour les radiocommunications aéronautiques et du matériel médical.
Krasnye Boki  possède un musée d'histoire locale, une bibliothèque régionale, un centre régional de loisirs et de cinéma. Un complexe sportif et récréatif appelé Bogatyr (Le Chevalier) a ouvert en 2011 avec une patinoire toute l'année, une piscine et une salle de sport multifonctionnelle.